# Daniel den Hoedkliniek
De Daniel den Hoedkliniek (voluit het Erasmus MC Kanker Instituut, locatie Daniel den Hoed) was een vestiging op Rotterdam-Zuid van het Erasmus MC, gespecialiseerd in de zorg voor kankerpatiënten met het daarbij behorende wetenschappelijke onderzoek, onderwijs en opleidingen. In mei 2018 verhuisde de kliniek naar de nieuwbouw in het Erasmus MC.

## Geschiedenis
In 1914 werd het Rotterdams Radiotherapeutisch Instituut (RRTI) opgericht en gevestigd in een oud pand naast het Eudokiaziekenhuis aan de Bergweg in het Liskwartier in Rotterdam-Noord. Het eerste bestralingstoestel werd gebruikt voor bestraling tegen reuma en tegen de, toen nog vrij onbekende, ziekte kanker. Omdat de artsen en onderzoekers zich niet of nauwelijks bewust waren van de schadelijkheid van de toegepaste straling namen ze onvoldoende voorzorgsmaatregelen, waardoor ze vaak ziek werden en overleden.
Radioloog Daniel den Hoed werd in 1940 directeur van het instituut en maakte een begin met de opbouw van het straleninstituut tot een kankerbehandelingscentrum. In 1960 besloten het Rotterdams Radiotherapeutisch Instituut en de Rotterdamse Stichting voor Reumabestrijding tot de bouw van een nieuwe kliniek aan de Groene Hilledijk in Rotterdam-Zuid, die de naam Daniel den Hoedkliniek kreeg.
In 1993 werd de Daniel den Hoedklinkiek onderdeel van het Academisch Ziekenhuis Rotterdam (AZR); inmiddels het Erasmus MC. Alle oncologische zorg, behandeling, onderwijs en onderzoek valt sinds november 2013 samen onder de naam Erasmus MC Kanker Instituut. Hier vindt op internationaal topniveau kankeronderzoek, -behandeling en onderwijs plaats.